# Alexander Suleiman
Alexander Suleiman (* 1970 in Glen Dale, Marshall County (West Virginia)) ist ein deutscher Cellist.

## Biografie
Suleiman erhielt seinen ersten Unterricht auf dem Violoncello bei Eldar Issakadze. Neben Studien in Deutschland und Russland bei Natalia Gutman und Daniel Schafran erhielt er gleichzeitig Impulse von Nikolaus Harnoncourt, die ihn wesentlich prägten. Als Protegé von Eleonore Schoenfeld unterrichtet er an der University of Southern California USC.
Alexander Suleiman ist häufiger Gast bei internationalen Musikfestivals in Finnland, Deutschland, Israel, Österreich, Russland und den USA. 1998 erhielt Suleiman den ersten Preis beim Internationalen Johannes-Brahms-Wettbewerb in Österreich. Seitdem führen ihn Konzerte durch Europa, Asien, sowie Nord- und Südamerika. Komponisten wie Franz Hummel, Uwe Berkemer oder Susan Oswell vertrauen ihm die Uraufführungen ihrer Werke an, was ihn nicht selten auch zu ihrem Widmungsträger werden lässt.
Suleiman lebt in Los Angeles und Ingolstadt.